# Kotschys Ragwurz
Die Kotschys Ragwurz (Ophrys kotschyi) ist eine Pflanzen-Art, die zur Gattung der Ragwurzen (Ophrys) gehört, einer Orchideengattung aus der Familie der Orchideen (Orchidaceae).

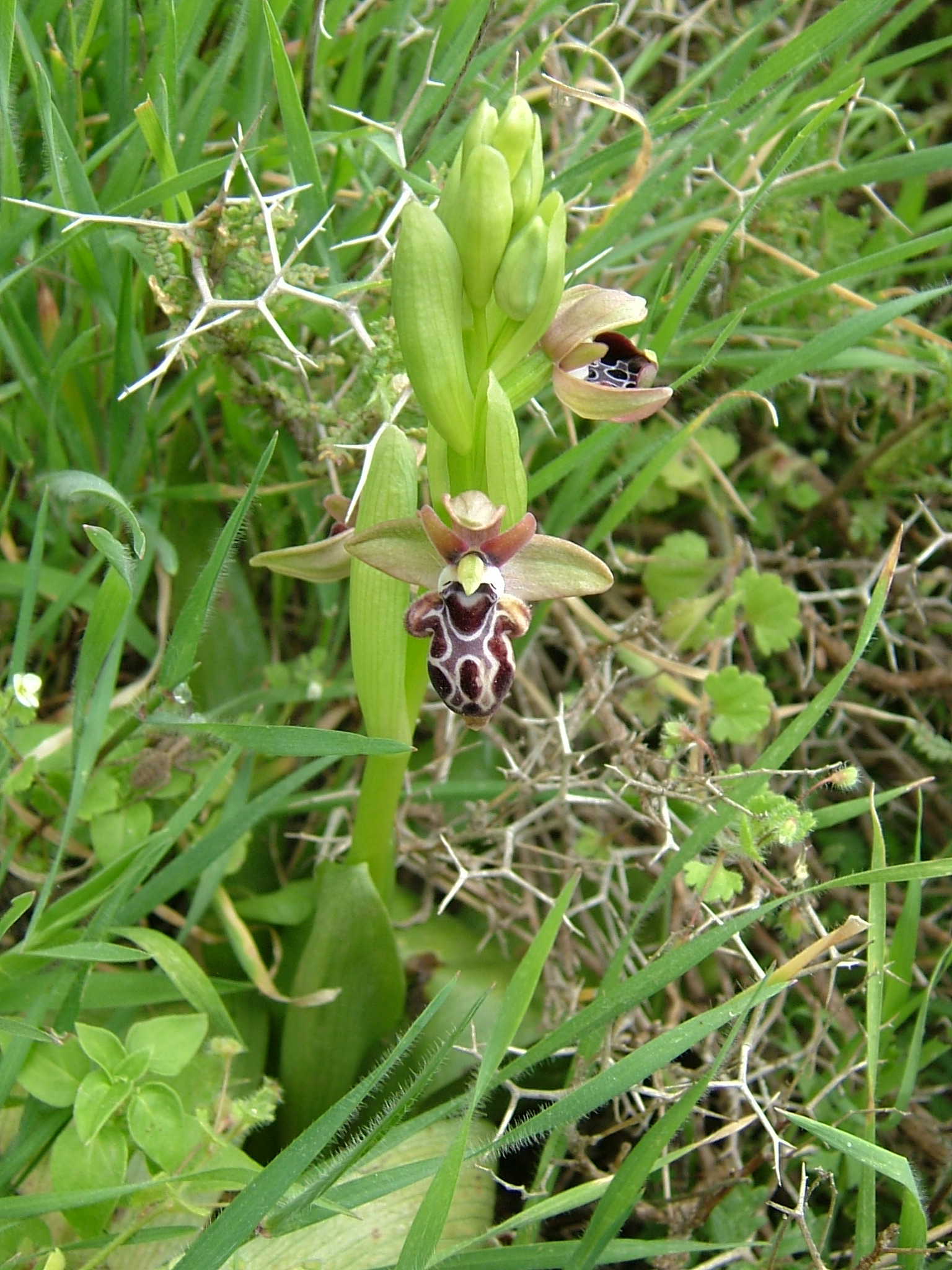
Blütenstand von Ophrys kotschyi

## Merkmale
Diese mehrjährige krautige Pflanze weist zwei ei- bis kugelförmige Knollen als Überdauerungsorgane auf. Sie erreicht Wuchshöhen zwischen 10 und 35 cm. Am Stängel Grund findet man ein bis zwei elliptische Schuppenblätter, zwei bis sieben Laubblätter in einer Grundrosette und ein bis zwei Blätter weiter oben. Der Blütenstand ist locker und umfasst drei bis zehn Blüten, dessen Tragblätter länger als die Fruchtknoten erscheinen. Die Kelchblätter sind grün oder rosa manchmal mit leichtem braunen Einschlag überlaufen. Die seitlichen behaarten Kronblätter erscheinen grün mit bräunlichem Grund. Die Lippe ist schwarzpurpurn gefärbt. Sie ist tief dreilappig, die Seitenlappen sind oben behöckert und behaart. Das Mal ist ornamental, rotviolett und silbrig umrandet.
Sie blüht von Februar bis April.

## Standort und Verbreitung
Man findet diese Art in lichten Nadelwäldern, Garriguen, Sanddünen und Gehölzanpflanzungen mit mäßig trockenen bis feuchten, aber stets kalkhaltigen Böden bis zu einer Höhe von 800 Metern Meereshöhe. Diese Orchidee ist auf Zypern endemisch.

## Ökologie
Als Bestäuber wurde die Biene Melecta tuberculata beobachtet.

## Taxonomie und Systematik
Kotschys Ragwurz wurde 1926 von Hans Fleischmann(1864–1925) und Károly Rezsö Soó von Bere (1903–1980) in Notizblatt des Botanischen Gartens und Museums zu Berlin-Dahlem Band 9, Seite 908 als Ophrys kotschyi erstbeschrieben. Der Name ehrt den österreichischen Botaniker und Forschungsreisenden Theodor Kotschy.
Man kann folgende Unterarten unterscheiden:
- Ariadne-Ragwurz Ophrys kotschyi subsp. ariadnae (Paulus) Faurh. (Syn.: Ophrys ariadnae Paulus): Sie kommt in Griechenland und in Kreta vor.[2]
- Ophrys kotschyi subsp. cretica (Soó) H. Sund. (Syn.: Ophrys cretica (Soó) E. Nelson): Sie kommt in Griechenland, Kreta und in der Ägäis vor.[2]
- Ophrys kotschyi H. Fleischm. & Soó subsp. kotschyi (Syn.: Ophrys cypria Renz): Sie kommt auf Zypern vor.[2]